# Ahondjinnako
Ahondjinnako est un arrondissement du département de Couffo au Bénin. 

## Géographie
Ahondjinnako est une division administrative sous la juridiction de la commune de Lalo,.

## Démographie
Selon le recensement de la population effectué par l'Institut National de la Statistique Bénin en 2013, Ahondjinnako compte 7 639 habitants.